# Lispocephala swezeyi
Lispocephala swezeyi är en tvåvingeart som beskrevs av Hardy 1981. Lispocephala swezeyi ingår i släktet Lispocephala och familjen husflugor. Inga underarter finns listade i Catalogue of Life.